# Atuncolla (distrito)

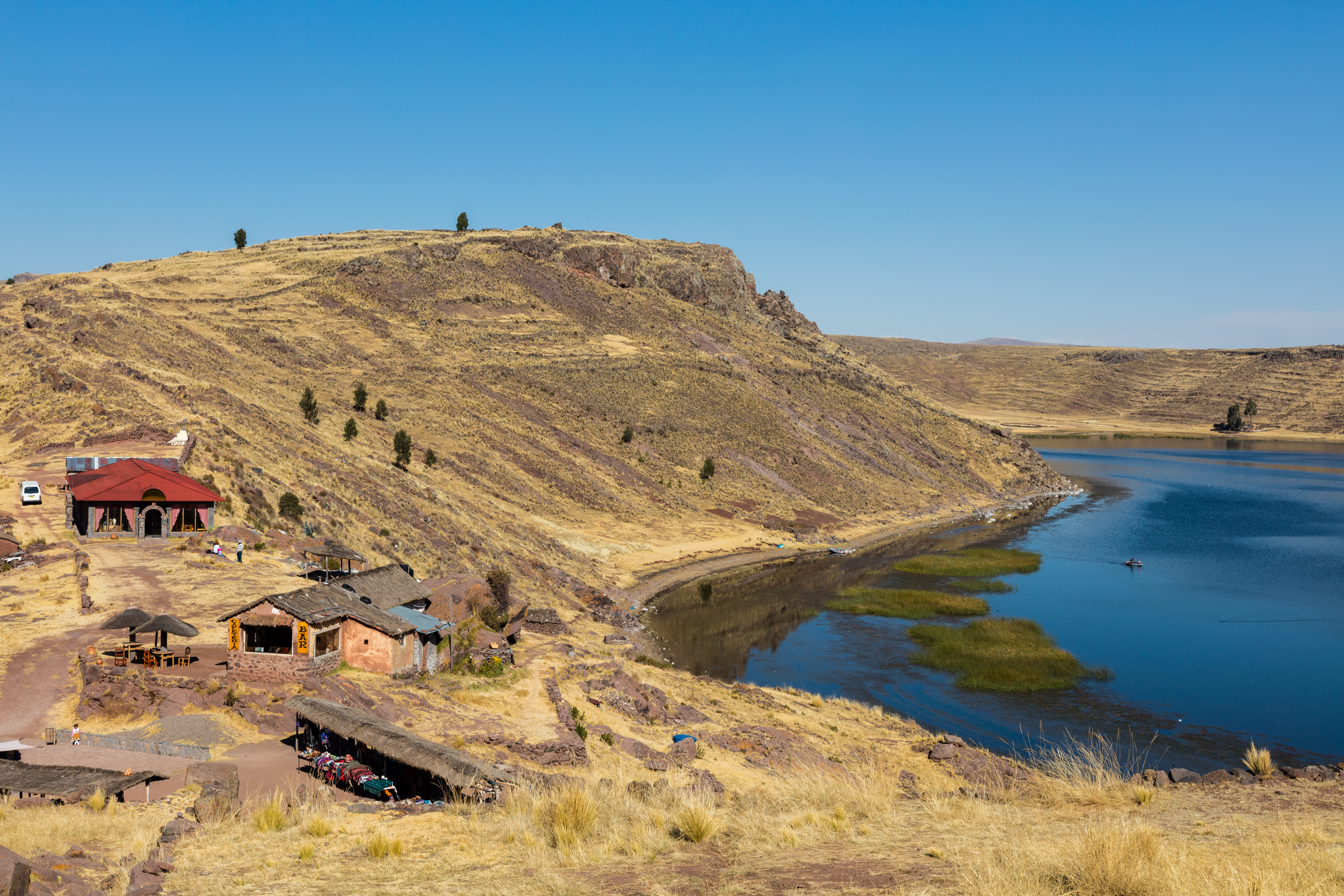
Atuncolla

Atuncolla é um distrito do Peru, departamento de Puno, localizada na província de Puno.

## Transporte
O distrito de Atuncolla é servido pela seguinte rodovia:
- PU-121, que liga a cidade de Paucarcolla ao distrito de Cabanillas
- PE-3S, que liga o distrito de La Oroya à Ponte Desaguadero (Fronteira Bolívia-Peru) - e a rodovia boliviana Ruta 1 - no distrito de Desaguadero (Região de Puno)[1][2][3]